# Kofun Ishibutai
Il kofun Ishibutai (石舞台古墳?) è un antico tumulo in pietra situato ad Asuka, nella prefettura di Nara, in Giappone. Risale al VII secolo d.C. È la più grande struttura megalitica conosciuta in Giappone

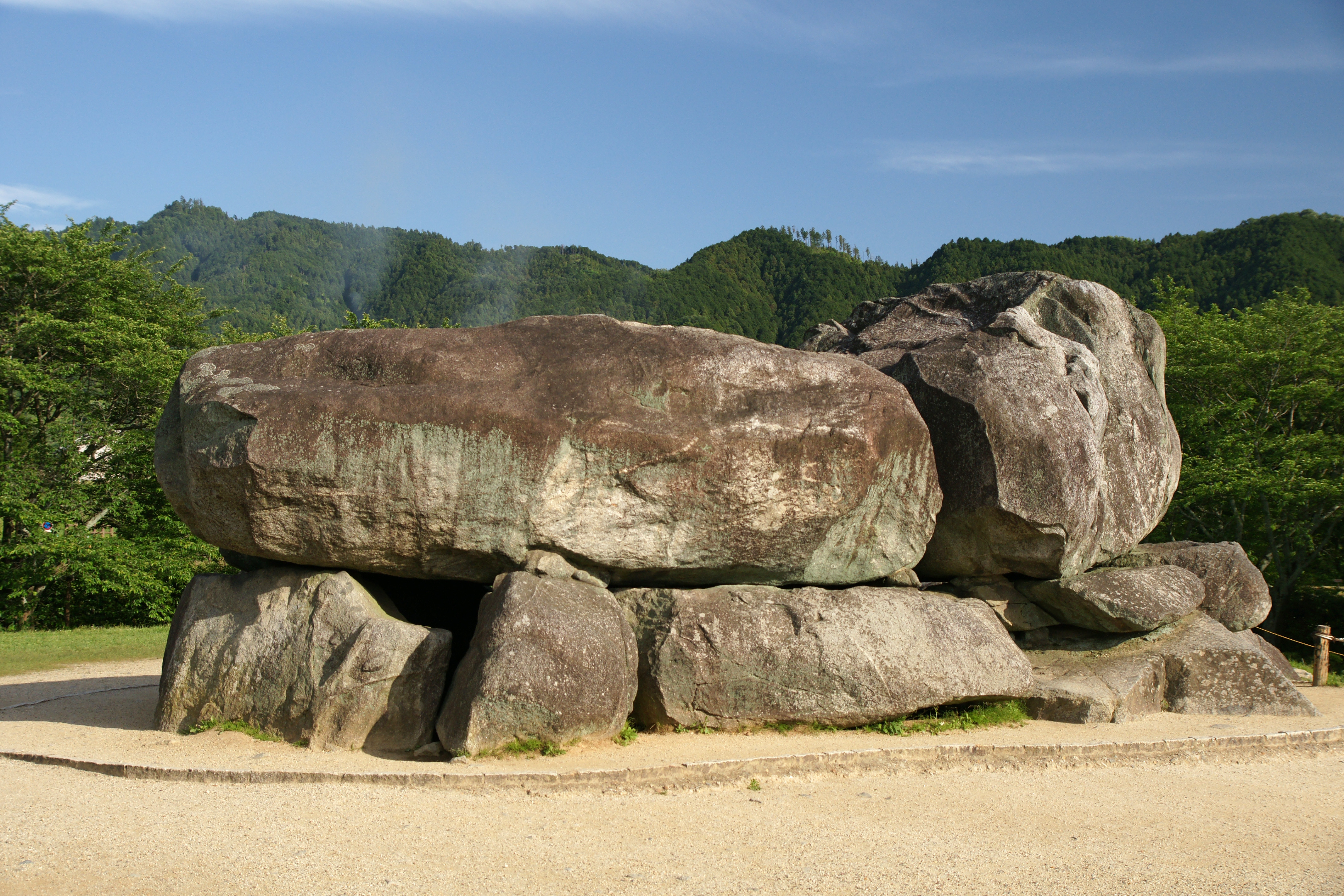
Vista del kofun Ishibutai.

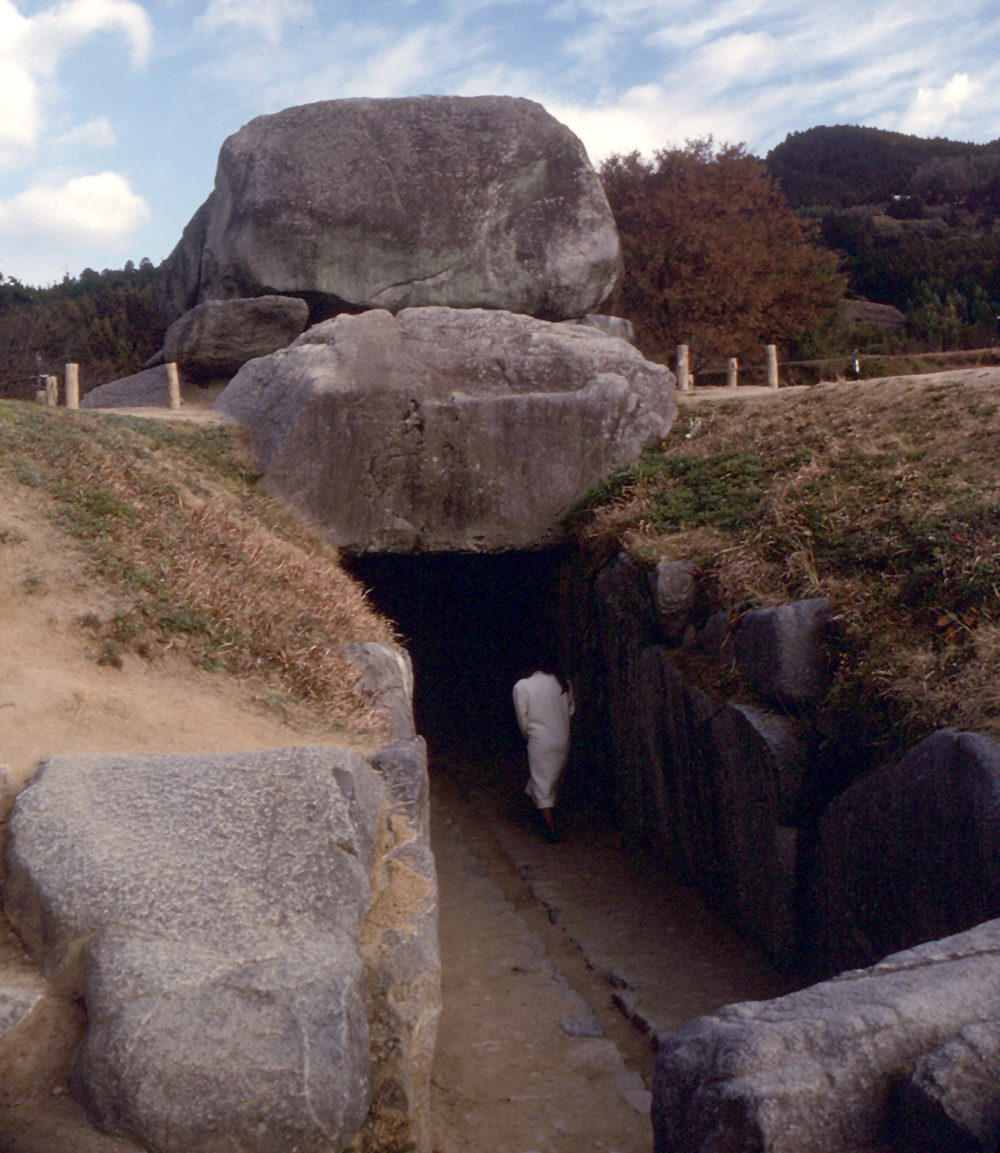
L'entrata del kofun Ishibutai.

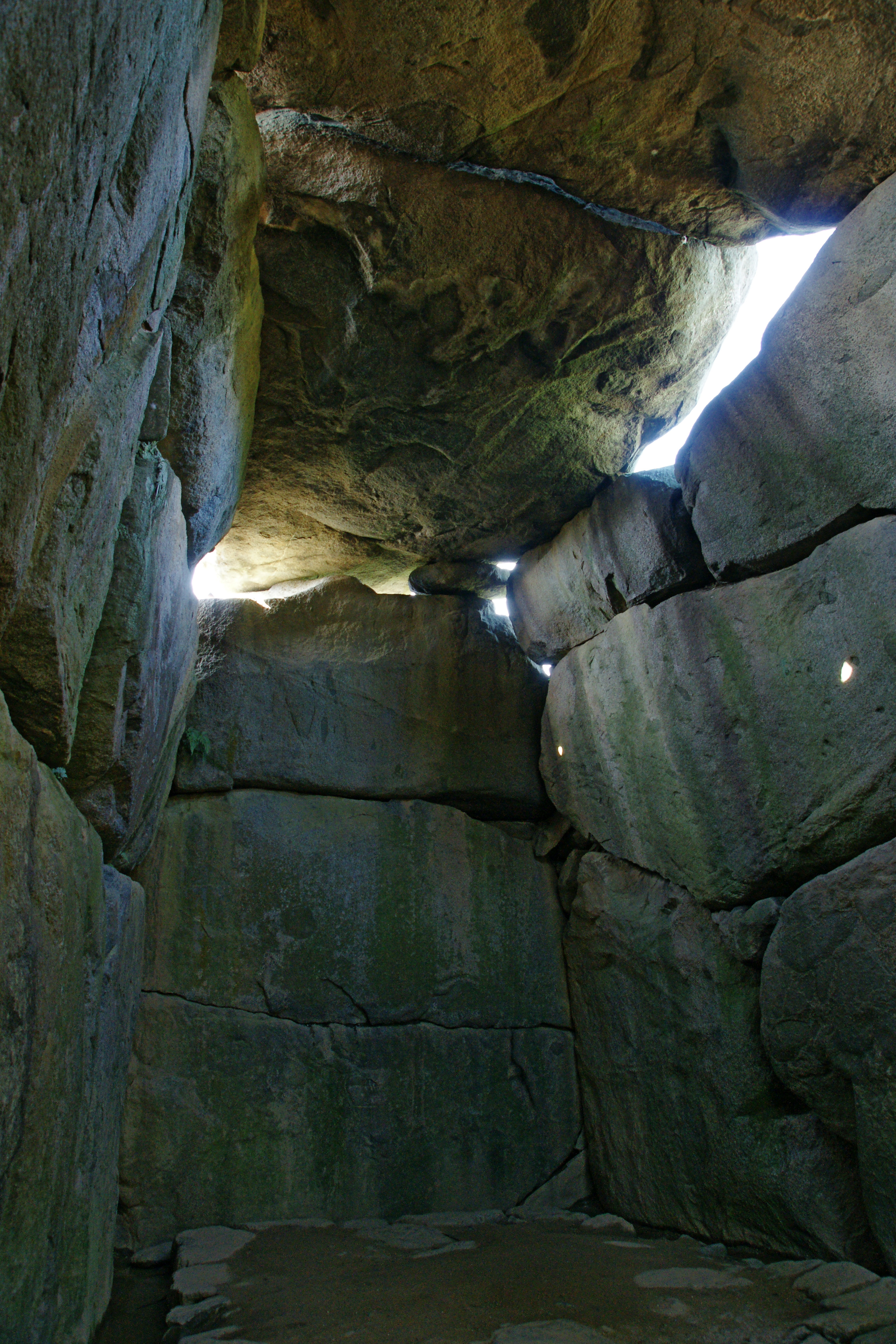
L'interno del kofun

Questa tomba monumentale è di forma fondamentalmente rettangolare ed ha una camera mortuaria anch'essa rettangolare le cui misure sono all'incirca 8 metri per 4.
L'altezza della camera - alla quale si accede attraverso un passaggio coperto - è di circa 5 metri.
L'intera struttura è costituita da pietre e rocce (inclusi imponenti monoliti e megaliti) a secco. I massi maggiori, come le strutture portanti dell'ingresso alla camera mortuaria e la copertura, sono di un peso stimato tra le 60 e le 80 tonnellate ciascuna.
Il kofun di Ishibutai è ritenuto essere la tomba di Soga no Umako, "grande ministro" (大臣?, Ōomi) della corte imperiale di Yamato, la regione dove si stanziarono i sovrani del paese. Dato che non è un tumulo di un imperatore, i cui scavi sarebbero considerati sacrileghi, il kofun Ishibutai è stato oggetto di un'intensa esplorazione, iniziata nel 1933 dall'archeologo giapponese Kōsaku Hamada. Gli scavi sono continuati fino al 1975.
Il kofun fu proclamato sito storico nel 1935 e nel 1954 è diventato un sito storico speciale (特別史跡?, tokubetsu shiseki), uno dei 75 presenti nel paese